# Wilson-Turner-Syndrom
Das Wilson-Turner-Syndrom ist eine sehr seltene  angeborene, zu den syndromalen X-chromosomalen mentalen Retardierungen zählende Erkrankung mit den Hauptmerkmalen geistige Retardierung, Gynäkomastie und Adipositas.
Synonyme sind: Geistige Retardierung, X-chromosomale - Gynäkomastie – Adipositas; WTS; X-chromosomale Intelligenzminderung-Gynäkomastie-Adipositas-Syndrom; englisch Mental Retardation, X-linked, Syndromic 6; MRXS6; Mental Retardation, X-linked, With Gynecomastia and Obesity.
Die Erstbeschreibung stammt aus dem Jahre 1991 durch die australische Humangenetikerin Meredith Wilson, zusammen mit John Mulley, Agi Gedeon und Mitarbeitern.

## Verbreitung
Die Vererbung erfolgt X-chromosomal. Die Häufigkeit wird mit unter 1 zu 1.000.000 angegeben, bislang gibt es Berichte zu über 14 Patienten. Das WTS gehört damit zu den sehr seltenen Erkrankungen.

## Ursache
Der Erkrankung liegen möglicherweise Mutationen im LAS1L-Gen auf dem X-Chromosom Genort q12 oder im HDAC8-Gen an q13 zugrunde.

## Klinische Erscheinungen
Klinische Kriterien sind:
- Manifestation im Kindesalter
- geistige Retardierungen
- Adipositas
- Gynäkomastie
- Sprachprobleme
- Extremitätenauffälligkeiten mit spitz zulaufenden Fingern und kleinen Füßen

## Diagnose
Die Diagnose basiert auf den klinischen Befunden und wird durch humangenetische Untersuchung gesichert.

## Differentialdiagnostik
Abzugrenzen ist das ähnliche Börjeson-Forssman-Lehmann-Syndrom.